# Општинско дете
Општинско дете је југословенски драмски филм, снимљен 1953. године у режији Пурише Ђорђевића који је са Миодрагом Ђурђевићем написао и сценарио.

## Радња
Сви се хвале милосрђем према детету предатом општини на старање. И док на његов рачун праве каријеру, дете остаје само и незбринуто.

## Ликови
| Глумац                  | Улога                      |
| ----------------------- | -------------------------- |
| Виктор Старчић          | Сима Недељковић            |
| Селма Карловац          | Елза                       |
| Александар Стојковић    | Свештеник                  |
| Милан Ајваз             | Изасланик краља Александра |
| Мија Алексић            | Фића                       |
| Беким Фехмију           | Колпортер                  |
| Предраг Лаковић         | Богослове                  |
| Сима Јанићијевић        | Конобар                    |
| Дејан Дубајић           | Каранфиловић               |
| Бранка Веселиновић      | Сељанка                    |
| Никола Поповић          |                            |
| Михајло Бата Паскаљевић | професор клавира           |
| Вука Костић             |                            |
| Душан Антонијевић       | Конобар 1                  |
| Стево Вујатовић         |                            |

Комплетна филмска екипа  ▼
| Редитељ              | Пуриша Ђорђевић       |              |
| Сценариста           | Пуриша Ђорђевић       | (писац)      |
| Сценариста           | Миодраг Ђурђевић      | (писац)      |
| Сценариста           | Бранислав Нушић       | (новела)     |
| Композитор           | Лида Фрајт            |              |
| Директор фотографије | Александар Секуловић  |              |
| Монтажер             | Клеопатра Харисијадес |              |
| Сценограф            | Зуко Џумхур           |              |
| Одсек за шминку      | Савета Ковач          | шминкерка    |
| Уметнички одсек      | Властимир Гаврик      | сет дизајнер |